# André Faria
André Faria (Brasil, 1944) és un director, productor de cinema, director de fotografia, actor i guionista brasiler.
També és el coordinador tècnic del curs de cinema i televisió de l'Escola Superior Sul Americana de Cinema e Televisão do Paraná (CINETVPR/FAP).

## Cinematografia
- Roleta Russa (1972) (fotògraf i productor)
- Prata Palomares (1972) (director i guionista)
- América do Sexo (1969) (fotògraf i actor)
- Memória de Helena (1969) (fotògraf)
- Os Marginais (1968) (director de producció)

## Premis i nominacions
Festival de Brasília (1979)
- Guanyador (troféu Candango): Millor Director, per Prata Palomares[2]